# Burhan Akbudak
Burhan Akbudak (Kahramanmaraş, 1º giugno 1995) è un lottatore turco, specializzato nella lotta greco-romana, campione iridato ai mondiali di Belgrado 2022 negli 82 kg.

## Biografia
La sua squadra di club è l'İstanbul Büyükşehir Belediyesi Spor Kulübü.
Ha rappresentato la Turchia ai Giochi olimpici estivi di Parigi 2024, dove è stato eliminato dall'ungherese Zoltán Lévai II agli ottavi di finale del torneo dei -77 kg.

## Palmarès
| Anno | Manifestazione                    | Sede        | Evento | Risultato | Note |
| ---- | --------------------------------- | ----------- | ------ | --------- | ---- |
| 2011 | Mondiali cadetti                  | Varsavia    | 54 kg  | 13º       |      |
| 2014 | Mondiali junior                   | Zagabria    | 84 kg  | 27º       |      |
| 2015 | Mondiali junior                   | Salvador    | 74 kg  | Argento   |      |
| 2016 | Europei U23                       | Ruse        | 80 kg  | Argento   |      |
| 2017 | Europei U23                       | Szombathely | 80 kg  | 7º        |      |
| 2017 | Giochi della solidarietà islamica | Baku        | 80 kg  | Bronzo    |      |
| 2017 | Mondiali U23                      | Bydgoszcz   | 80 kg  | Oro       |      |
| 2018 | Europei U23                       | Istanbul    | 82 kg  | Bronzo    |      |
| 2018 | Campionati mondiali universitari  | Goiânia     | 82 kg  | Oro       |      |
| 2018 | Mondiali U23                      | Bucarest    | 82 kg  | 10º       |      |
| 2020 | Europei                           | Roma        | 82 kg  | 10º       |      |
| 2021 | Europei                           | Varsavia    | 82 kg  | 12º       |      |
| 2021 | Mondiali                          | Oslo        | 82 kg  | Argento   |      |
| 2022 | Europei                           | Budapest    | 82 kg  | Bronzo    |      |
| 2022 | Mondiali                          | Belgrado    | 82 kg  | Oro       |      |
| 2023 | Europei                           | Zagabria    | 82 kg  | Oro       |      |
| 2023 | Mondiali                          | Belgrado    | 82 kg  | 5º        |      |
| 2024 | Giochi olimpici                   | Parigi      | 77 kg  | 10º       |      |